# Centipede-Nunatak
Der Centipede-Nunatak ist ein schmaler und 500 m langer Nunatak auf der antarktischen Ross-Insel. Er ragt 1,3 km nordnordwestlich des Ford Rock im Zentrum der Hut-Point-Halbinsel auf.
Die Benennung durch das Advisory Committee on Antarctic Names erfolgte im Jahr 2000. Namensgebend sind die den Nunatak segmentierenden Schneebänder, die ihm eine Ähnlichkeit mit einem Tausendfüßer (englisch centipede) verleihen.